# جنوب شرقی ایالات متحده
جنوب شرقی ایالات متحده (به انگلیسی: Southeastern United States) منطقه‌ای مسکونی در ایالات متحده آمریکا است، که بالغ بر ۹۷ میلیون نفر جمعیت دارد. جنوب شرقی ایالات متحده، بخش شرقی از ایالت‌های جنوبی و بخش جنوبی از ایالت‌های شرقی آمریکا را در بر می‌گیرد و هسته‌ای از ایالت‌ها در ساحل شرقی آمریکا تا بخش شرقی از ساحل خلیج را شامل می‌گردد. منطقه جنوب شرقی ایالات متحده، از ایالت‌های آلاباما، فلوریدا، جورجیا، کنتاکی، میسیسیپی، کارولینای شمالی، کارولینای جنوبی، تنسی، مریلند، ویرجینیا و ویرجینیای غربی تشکیل می‌شود.